# Stefano Pilati
Pour les articles homonymes, voir Pilati.
Stefano Pilati est un styliste italien né en 1965 à Milan, en Italie. En 2004, il devient directeur de la création du prêt-à-porter de l'entreprise Yves Saint Laurent, succédant à Tom Ford. Après un premier défilé recevant des critiques, il remet YSL sur les voies du succès,,,. Il y est remplacé par Hedi Slimane en 2012 et rejoint la marque Zegna en tant que directeur artistique quelques mois plus tard, pour la quitter finalement début 2016.